# Фрайбург (переписна місцевість, Мен)
Фрайбург (англ. Fryeburg) — переписна місцевість (CDP) в США, в окрузі Оксфорд штату Мен. Населення — 1444 особи (2020).

## Географія
Фрайбург розташований за координатами 44°1′12″ пн. ш. 70°58′19″ зх. д. / 44.02000° пн. ш. 70.97194° зх. д. (44.020110, -70.971998).  За даними Бюро перепису населення США в 2010 році переписна місцевість мала площу 7,77 км², з яких 7,72 км² — суходіл та 0,06 км² — водойми.

## Демографія
Згідно з переписом 2010 року, у переписній місцевості мешкала 1631 особа в 669 домогосподарствах у складі 411 родини. Густота населення становила 210 осіб/км².  Було 797 помешкань (103/км²).
Расовий склад населення:
| - 91,1 % — білих - 5,5 % — азіатів - 0,7 % — чорних або афроамериканців - 0,1 % — корінних американців |

До двох чи більше рас належало 2,2 %. Частка іспаномовних становила 2,3 % від усіх жителів.
За віковим діапазоном населення розподілялося таким чином: 23,4 % — особи молодші 18 років, 58,8 % — особи у віці 18—64 років, 17,8 % — особи у віці 65 років та старші. Медіана віку мешканця становила 42,5 року. На 100 осіб жіночої статі у переписній місцевості припадало 90,5 чоловіків;  на 100 жінок у віці від 18 років та старших — 81,0 чоловіків також старших 18 років.
Середній дохід на одне домашнє господарство  становив 47 370 доларів США (медіана — 43 221), а середній дохід на одну сім'ю — 60 292 долари (медіана — 65 625). Медіана доходів становила 46 371 долар для чоловіків та 37 826 доларів для жінок. За межею бідності перебувало 7,6 % осіб, у тому числі 0,0 % дітей у віці до 18 років та 7,0 % осіб у віці 65 років та старших.
Цивільне працевлаштоване населення становило 941 особа. Основні галузі зайнятості: освіта, охорона здоров'я та соціальна допомога — 28,2 %, роздрібна торгівля — 17,0 %, мистецтво, розваги та відпочинок — 10,9 %, будівництво — 6,5 %.